# フランス陸軍の装備品一覧
フランス陸軍の装備一覧（フランスりくぐんのそうびひんいちらん）は、フランス陸軍の各種装備品の一覧である。付記された保有数量の数値は、特記がない場合2010年時点のものである。（一部補習）

## 車両

### 戦車
- ルクレール ×215（2023年時点）[1]

### 装甲車
- AMX-10RC ×245（2023年時点）[1]
- EBRC ジャグア ×24（2023年時点）[1]
- ERC 90D サゲー ×40（2023年時点）[1]

- VBCI VCI ×599（2023年時点）[1]
- VBCI VPC (CP) ×107（2023年時点）[1]
- BvS 10 ×49（2023年時点）[1]
- VAB装甲車 ×推定2000（2023年時点）[1]
- VAB VOA (OP) ×57（2023年時点）[1]
- VBMR グリフォン ×373（2023年時点）[1]
- ネクスター アラヴィス（英語版） ×20（2023年時点）[1]
- VBMR-L サーバル ×15（2023年時点）[1]
- VBL/VB2L ×1416（2023年時点）[1]
- VBL ウルティマ ×72（2023年時点）[1]
- PVP装甲車 ×1149
- シェルパ 2（英語版）×14
- VAB RNBC NBC偵察車 ×26（2023年時点）[1]
- VAB 戦車駆逐車（ミラン搭載型） ×64（2023年時点）[1]
- VAB 戦車駆逐車（MMP搭載型） ×113（2023年時点）[1]

### 汎用車両・兵站車両
- TRM 700-100 ×116
- TRM 2000 ×2225
- TRM 10000 ×1322
- GBC 180 ×5322
- Porteur polyvalent terrestre (PPT) ×900
- Vehicule porte conteneurs maritimes (VPCM) ×12
- Renault Kerax（英語版）×420
- Camion citerne polyvalent (CCP10) ×461
- Camion Ravitailleur Pétrolier de l’Avant à Capacité Étendue (CaRaPACE) ×34
- Camion lourd de depannage routier (CLDR)（英語版）×30
- Rider Fardier
- VLRA（英語版）
- Arquus Grizzly 旧式化したVLRAの後継として導入されたPLFS（重量級特殊部隊車両）[2]。
- パナード VPS ×54
- プジョー P4 ×2500
- マステックT4 ×500 トヨタ・ランドクルーザーをベースとしたP4の後継。
- ルノー・トラフィックIII ×60
- ルノー・マスター
- ルノー・カングー ×460
- VMA
- Arquus Trapper VT4 ×3980（予定数）[3]
- フォード・レンジャー ×1000
- ランドローバー・ディフェンダー ×550
- Quad Polaris ×348

## 火器

### 小火器
- GIAT BM92-G1
- USPタクティカル - 陸軍傘下のフランス海兵隊、第1海兵歩兵落下傘連隊のみ
- グロック17 - 空挺部隊のみ
- MP5F - 特殊部隊のみ
- FN P90 - 第1海兵歩兵落下傘連隊のみ
- FA-MAS-  2027年までにHK416Fへと置き換えられる。
- SIG SG551
- M16、M16A2カービン、M4カービン - 特殊部隊のみ
- HK416F - 一部の一般部隊で試験運用 置き換え中・海兵コマンドと特殊部隊で使用
- G36E
- AAT-F1
- AA-52-車載のみ
- MINIMI
- ブローニングM2
- H&K G3 - DMR
- FN SCAR-H PR - 狙撃銃として採用[4]。
- FR-F2
- H&K MSG-90 - 特殊部隊のみ
- PGM ヘカートII
- バレットM82
- ベネリM3T - 選抜ユニットのみ
- M203 グレネードランチャー - 一部のFA-MASと特殊部隊のM16系統のみに装着
- LGI (擲弾発射筒)
- AT4CS
- 歩兵戦術情報統合リンクシステム (フランス陸軍)

### 火砲
- AMX30 AuF1 155mm自走榴弾砲 ×32（2023年時点）[1]
- カエサル 155mm自走榴弾砲 ×58（2023年時点）[1]
- TRF1 155ｍｍ榴弾砲 ×12（2023年時点）[1]

- MLRS ×11（2023年時点）[1]
- MEPAC 120mm自走迫撃砲[5]
- 120mm迫撃砲 RT ×132（2023年時点）[1]
- LLR 81mm（英語版） ×不詳（2023年時点）[1]
- M6 mortar（英語版）
- LGI Mle F1

## 誘導弾

### 対空ミサイル
- VAB ARLAD ×12 （2023年時点）[1]
- ミストラル（2023年時点）[1]
- AMX-30R
- スティンガー
- クロタル

### 対戦車ミサイル
- ERYX (ミサイル)（2023年時点）[1]
- ジャベリン（2023年時点）[1]
- ミラン（2023年時点）[1]
- アケロンMP（2023年時点）[1]
- ヘルファイア（ヘリ搭載型。2023年時点）[1]
- HOT（ヘリ搭載型。2023年時点）[1]
- MIRA (ミサイル)

## 航空機

### 回転翼機
- ティーガー HAP ×20（HADに改修中。2023年時点）[1]
- ティーガー HAD ×47（2023年時点）[1]
- AS 555UN フェニック ×18（2023年時点）[1]
- SA 341F/342M ガゼル ×86（各型合計。2023年時点）[1]
- H225M カラカル ×8（捜索救難型。2023年時点）[1]
- AS 532UL クーガー ×24（2023年時点）[1]
- EC 225LP シュペルピューマ ×2（2023年時点）[1]
- NH90 TTH ×52（2023年時点）[1]
- SA 330 ピューマ ×46（2023年時点）[1]
- H120 コリブリ ×35（リース機。2023年時点）[1]
- ユーロコプター エキュレイユ（17機）

### 固定翼機
- SOCATA TBM-700 ×5（2023年時点）[1]
- SOCATA TBM-700B ×3（2023年時点）[1]
- ピラタス PC-6B ×5（2023年時点）[1]
- セスナF406

## 工兵用装備
- MATEM (浄水装置)
- UMTE (浄水装置)
- SYACADO (塗装装置)

### 車両
- AMX30EBG装甲工兵車 ×38（2023年時点）[1]
- EPG装甲工兵車
- VAB GE装甲工兵車 ×72（2023年時点）[1]
- AMX-30D戦車回収車 ×27（2023年時点）[1]
- DNG/DCL戦車回収車 ×17（2023年時点）[1]
- VAB EHC装甲回収車 ×不詳（2023年時点）[1]
- EFA架橋車（フランス語版） ×20（2023年時点）[1]
- PTA架橋車 ×18（2023年時点）[1]
- SPRAT架橋車（フランス語版） ×10（2023年時点）[1]
- EFA浮橋車
- PFM自走浮橋
- PAAパネル型架橋車
- MLF軽輸送橋
- AMX-30B/B2地雷戦車両 ×不詳（2023年時点）[1]
- バッファロー地雷除去車 ×4（2023年時点）[1]
- MINOTAUR地雷敷設装置 ×12（2023年時点）[1]
- SOUVIM地雷原啓開ローダ（フランス語版）
- MFRD障害除去・掘削車（フランス語版）
- MADEZ地雷除去車
- NX7掘削機
- GPL (汎用クレーン車)
- EMAD (ショベルドーザ)
- MPG多目的工兵車

## 需品器材
- VALMET (フォークリフト)
- TRANS MANUT (フォークリフト)
- MANISCOPIC中型ショベルローダー
- CLDR R.V.I KERAX車両復旧クレーン車
- EPC (戦車用トレーラー)
- GPS-3 (防弾チョッキ)
- CASQUE (ヘルメット)
- ETR野外炊事車
- UTLC野外洗濯器材セット
- TSC野外シャワー装置